# Miikka Kiprusoff

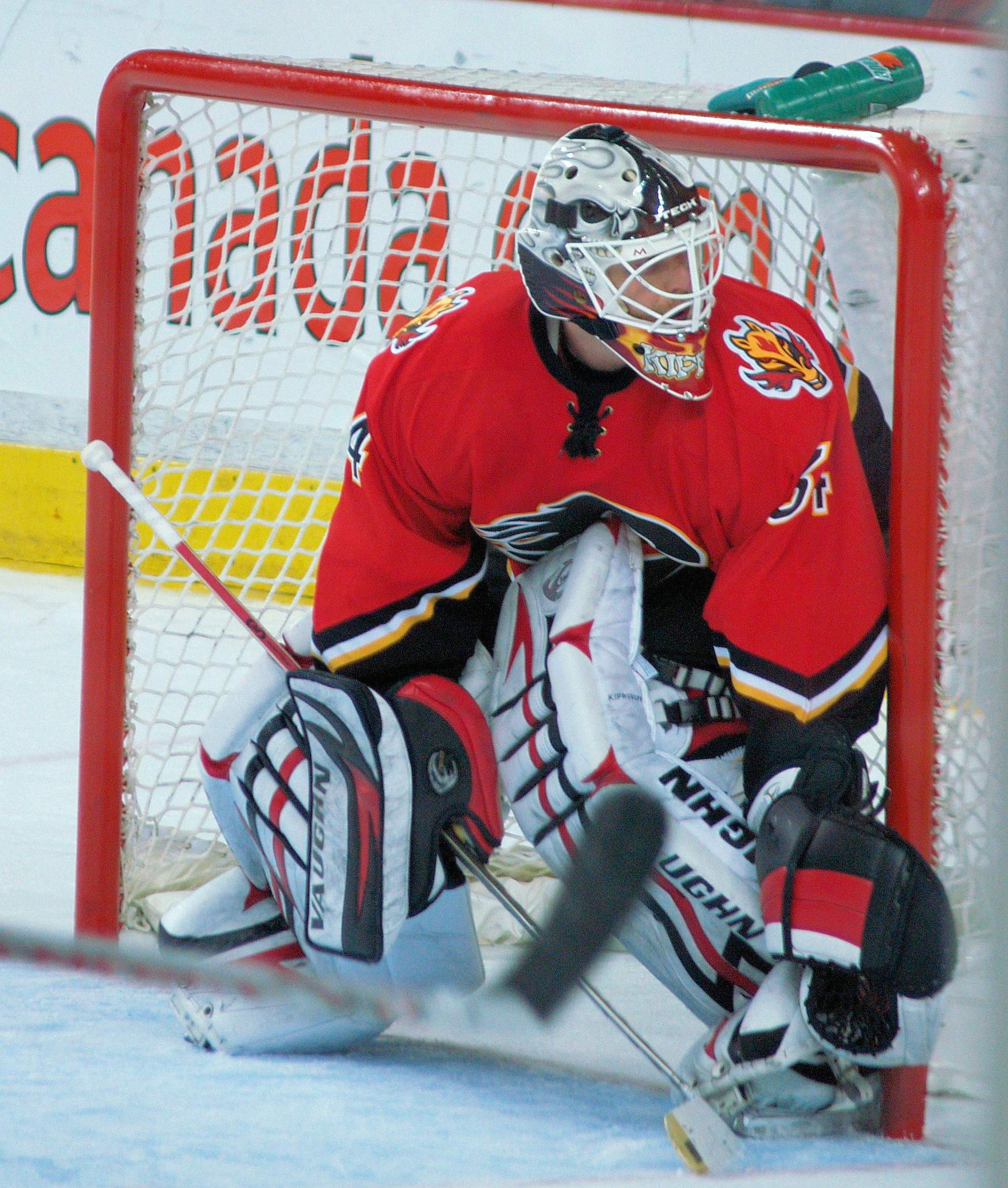
Miikka Kiprusoff under en slutspelsmatch med Calgary Flames 2007.

Miikka Sakari Kiprusoff, född 26 oktober 1976 i Åbo, Finland, är en finländsk före detta professionell ishockeymålvakt som spelade senast för NHL-laget Calgary Flames.
Miikka Kiprusoff fick sitt genombrott i AIK i Sverige säsongen 1996–97. Han har vunnit det finländska mästerskapet 1995 och 1999 med Åbo-laget TPS. 
Kiprusoff lyckades skapligt i San Jose Sharks som han spelade för 2000 till 2003, men eftersom laget hade både Vesa Toskala och Evgeni Nabokov valde man att byta bort Kiprusoff till Calgary Flames för ett andraval i NHL-draften 2008. Väl i Calgary så blommade Kiprusoff ut och växte fram till en av NHL:s bästa målvakter. Calgary hade gjort en jättevärvning för så lite i utbyte.
Calgary Flames var väldigt nära att vinna Stanley Cup säsongen 2003–04, men de förlorade i den sjunde och avgörande matchen i finalen mot Tampa Bay Lightning. Kiprusoff spelade säsongen 2004–05 i Timrå IK. Miikka har en äldre bror, Marko Kiprusoff, som spelat i TPS som back. Även han har spelat i NHL.
Miikka Kiprusoff har en son född 2005.
Den 9 september 2013 meddelade Flames officiellt att Kiprusoff har valt att sluta med professionell hockey.

## Landslagskarriär
Kiprusoff debuterade internationellt i Finlands juniorlandslag 1994 i junior-EM i ishockey där han spelade tre matcher. Han deltog i Junior-VM 1995 och 1996 där Finland slutade fyra respektive sexa. Han spelade med finska landslaget i VM-turneringen 1999, där han noterades för en räddningsprocent på 95,4% vilket hjälpte Finland till en silvermedalj i turneringen. Kiprusoff deltog vid VM 2001 och även denna gång erövrade Finland en silvermedalj. 
Miikka Kiprusoff blev uttagen till OS 2002 men tackade nej enligt uppgift för att kunna fokusera helhjärtat på sin karriär i NHL. Kiprusoff blev uttagen till World Cup i ishockey 2004 där Finland tog sig till final, bland annat via ett stabilt spel av Kiprusoff.  I finalen förlorade Finland mot Kanada med 2 - 3.
Efter en skada säsongen 2005/2006 avböjde Miika Kiprusoff spel i Turin-OS 2006. Hans tillkännagivande medförde en del diskussioner angående Kiprusoffs lojalitet då han inte missat en match med Calgary Flames trots att han ådragit sig skadan tidigt på säsongen.  Kiprusoff blev utnämnd till förstemålvakt vid OS 2010 i Vancouver och släppte endast in fyra mål på lagets fyra matcher. Detta ledde laget till semifinal mot USA. Amerikanerna gjorde tidigt fyra mål på sju skott mot Kiprusoff under de första minuterna av matchen innan han byttes ut i målet mot Niklas Bäckström. Han fick åter förtroende i bronsmatchen mot Slovakien och ledde Finland till seger med 5 - 3.

## Meriter
- Vezina Trophy 2006
- William M. Jennings Trophy 2006
- Nominerad till Vezina Trophy 2007
- VM-silver 1999, 2001
- OS-brons 2010
- Finsk mästare 1995, 1999
- Tvåa i World Cup 2004